# Carl Reiner
Carl Reiner (Bronx, New York, 1922. március 20. – Beverly Hills, Kalifornia, 2020. június 29.) többszörös Emmy- és Grammy-díjas amerikai komikus, színész, rendező, forgatókönyvíró. Kezdetben televíziós szórakoztató műsorokban szerepelt, melyeknek előkészítésében is részt vett. Az 1960-as években elsősorban a The Dick Van Dyke Show című szituációs komédia producereként, írójaként és szereplőjeként ismerték.
Mel Brooksszal komikus párt alkotva szerepelt a 2000 Year Old Man (A kétezer éves ember) című televíziós komédiában, és számos filmben kapott szerepet, például a Bolond, bolond világban. Steve Martin első és egyben legsikeresebb filmjeinek társszerzője és rendezője volt.
Pályafutása során számos díjat kapott, többek között 11 Emmy-díjat, egy Grammy-díjat, és az amerikai humoristákat díjazó Mark Twain-díjat. 1999-ben került be az amerikai televíziós hírességek csarnokába. Gyermekei Rob Reiner színész és rendező, Annie Reiner író, Lucas Reiner festő és fényképész, unokája Tracy Reiner színész.

## Filmográfia

### Film
Filmrendező és forgatókönyvíró
| Év   | Magyar cím                  | Eredeti cím               | Feladatkör | Feladatkör | Megjegyzések                       |
| Év   | Magyar cím                  | Eredeti cím               | Rendező    | Író        | Megjegyzések                       |
| ---- | --------------------------- | ------------------------- | ---------- | ---------- | ---------------------------------- |
| 1966 |                             | Enter Laughing            | Igen       | Igen       | filmproducer társíró: Joseph Stein |
| 1969 |                             | The Comic                 | Igen       | Igen       | filmproducer társíró: Aaron Ruben  |
| 1970 |                             | Where's Poppa?            | Igen       | Nem        |                                    |
| 1977 | Te jó Isten!                | Oh, God!                  | Igen       | Nem        |                                    |
| 1978 |                             | The One and Only          | Igen       | Nem        |                                    |
| 1979 | A pacák                     | The Jerk                  | Igen       | Nem        |                                    |
| 1982 | Halott férfi nem hord zakót | Dead Men Don't Wear Plaid | Igen       | Igen       | társíró: Steve Martin George Gipe  |
| 1983 | Agyban nagy                 | The Man with Two Brains   | Igen       | Igen       | társíró: Steve Martin George Gipe  |
| 1984 | Mindenem a tied             | All of Me                 | Igen       | Nem        |                                    |
| 1985 | Hóbortos vakáció            | Summer Rental             | Igen       | Nem        |                                    |
| 1987 | Botcsinálta tanerő          | Summer School             | Igen       | Nem        |                                    |
| 1989 |                             | Bert Rigby, You're a Fool | Igen       | Igen       |                                    |
| 1990 | Házinyúlra nem lövünk       | Sibling Rivalry           | Igen       | Nem        |                                    |
| 1993 | Végzetes ösztön             | Fatal Instinct            | Igen       | Nem        |                                    |
| 1997 |                             | That Old Feeling          | Igen       | Nem        |                                    |

Filmszínész
| Év   | Magyar cím                                          | Eredeti cím                                      | Szerep                          | Magyar hang      |
| ---- | --------------------------------------------------- | ------------------------------------------------ | ------------------------------- | ---------------- |
| 1959 |                                                     | Happy Anniversary                                | Bud                             |                  |
| 1959 | A kilátó                                            | The Gazebo                                       | Harlow Edison                   |                  |
| 1961 |                                                     | Gidget Goes Hawaiian                             | Russ Lawrence                   |                  |
| 1963 | Minden izgalmat                                     | The Thrill of It All                             | német tiszt / Cad / Cowboy      |                  |
| 1963 | Bolond, bolond világ                                | It's a Mad, Mad, Mad, Mad World                  | Rancho Conejo torony irányítója | Varga Tamás      |
| 1965 |                                                     | The Art of Love                                  | Rodin                           |                  |
| 1966 | Alice Párizsban                                     | Alice of Wonderland in Paris                     | Anatole (hangja)                |                  |
| 1966 | Jönnek az oroszok! Jönnek az oroszok!               | The Russians Are Coming, the Russians Are Coming | Walt Whittaker                  | Csankó Zoltán    |
| 1966 |                                                     | Don't Worry, We'll Think of a Title              | kopasz könyvesbolti vásárló     |                  |
| 1967 | Útmutató házas férfiaknak                           | A Guide for the Married Man                      | Rance G. technikai tanácsadó    | Földi Tamás      |
| 1969 |                                                     | The Comic                                        | Al Schilling                    |                  |
| 1969 |                                                     | Generation                                       | Stan Herman                     |                  |
| 1977 | Te jó Isten!                                        | Oh, God!                                         | Dinah vendége                   |                  |
| 1978 | A vég                                               | The End                                          | Dr. James Maneet                |                  |
| 1979 | A pacák                                             | The Jerk                                         | önmaga                          | Balázsi Gyula    |
| 1981 | Világtörténelem – 1. kötet                          | History of the World, Part I                     | Isten (hangja)                  |                  |
| 1982 | Halott férfi nem hord zakót                         | Dead Men Don't Wear Plaid                        | VonKluck marsall                |                  |
| 1987 | A bum-bum kölyök                                    | In the Mood                                      | hírszerkesztő (hangja)          |                  |
| 1987 | Botcsinálta tanerő                                  | Summer School                                    | Mr. Dearadorian                 | Rudas István     |
| 1990 | Azok a csodás 70-es évek                            | The Spirit of '76                                | Dr. Von Mobil                   |                  |
| 1993 | Végzetes ösztön                                     | Fatal Instinct                                   | Ben Arugula bíró                |                  |
| 1998 | Beverly Hills csórói                                | Slums of Beverly Hills                           | Mickey                          |                  |
| 2000 | Rocky és Bakacsin kalandjai                         | The Adventures of Rocky and Bullwinkle           | Főbb Mufti                      |                  |
| 2001 | Ocean’s Eleven – Tripla vagy semmi                  | Ocean's Eleven                                   | Saul Bloom                      | Velenczey István |
| 2001 | Mi lenne, ha?                                       | The Majestic                                     | stúdió vezetője (hangja)        | Rosta Sándor     |
| 2003 | Jó fiú!                                             | Good Boy!                                        | Shep (hangja)                   |                  |
| 2004 | Ocean’s Twelve – Eggyel nő a tét                    | Ocean's Twelve                                   | Saul Bloom                      | Velenczey István |
| 2006 | A kék elefánt                                       | Khan Kluay                                       | Tian (angol hangja)             |                  |
| 2007 | Ocean’s Thirteen – A játszma folytatódik            | Ocean's Thirteen                                 | Saul Bloom                      | Versényi László  |
| 2014 |                                                     | Dumbbells                                        | Donald Cummings                 |                  |
| 2018 | Ocean’s 8 – Az évszázad átverése (törölt jelenetek) | Ocean's 8                                        | Saul Bloom (cameo)              |                  |
| 2018 | Jönnek a kacsák                                     | Duck Duck Goose                                  | Larry (hangja)                  | Forgács Gábor    |
| 2019 | Toy Story 4.                                        | Toy Story 4                                      | Carl Reineroceros (hangja)      | Kajtár Róbert    |

### Televízió
- The Dick Van Dyke Show (1961-1966)
- Linus! The Lion Hearted (1964-1965)
- Laugh-In (1970-1972)
- The New Dick Van Dyke Show (1972-1973)
- A túlélő (1981)
- A dumagép (1993)
- Megőrülök érted (1995)
- Texas királyai (1997-2000)
- Herkules (1998)
- Családjogi esetek (1999-2000)
- Bostoni halottkémek (2002)
- Life with Bonnie (2002-2003)
- The Bernie Mac Show (2002-2005)
- Father of the Pride (2004-2005)
- Jogi játszmák (2005)
- Doktor House (2009)
- MadagaszKarácsony (2009)
- Két pasi meg egy kicsi (2009-2014)
- A Madagaszkár pingvinei (2010)
- A Cleveland-show (2010-2011) (forgatókönyvíró is)
- Vérmes négyes (2010-2014)
- Amerikai fater (2011-2015)
- Városfejlesztési osztály (2012)
- Bob burgerfalodája (2014)
- Jake és Sohaország kalózai (2014-2015)
- Shimmer és Shine, a dzsinn testvérek (2015)
- Family Guy (2016-2017)
- Angie Tribeca – A törvény nemében (2018)